# Yukana
Yukana (jap. ゆかな), właściwie Yukana Nogami (jap. 野上 ゆかな Nogami Yukana; ur. 6 stycznia 1975 w Futtsu) – japońska aktorka głosowa i piosenkarka, współpracująca z agencją Sigma Seven.

## Role głosowe

### Anime
- 1995
  - Maluda (Azusa Noyama)
  - Wedding Peach (Yuri Tanima /Angel Lily)
- 1998
  - Cardcaptor Sakura (Meiling Li)
  - Yu-Gi-Oh! (Miho Nosaka)
- 1999
  - Pokémon (Tsubaki)
- 2000
  - InuYasha (Kanna)
- 2001
  - Groove Adventure Rave (Reina)
  - Tenshi no Shippo (Angel Tales) (Mika)
- 2002
  - Chobits (Kotoko)
  - Dragon Drive (Sayaka Towa)
  - Full Metal Panic! (Teletha „Tessa” Testarossa)
  - Pita Ten (Shia)
  - Samurai Deeper Kyō (Sakuya)
  - Jūni kokuki (Youka)
- 2003
  - Air Master (Mina Nakanotani)
  - Full Metal Panic! Fumoffu (Teletha „Tessa” Testarossa)
  - Last Exile (Narrator)
  - Machine Robo Rescue (Alice Beckham, Marie Bitō)
- 2004
  - Black Cat (Rinslet Walker)
  - Bleach (Isane Kotetsu)
  - Futari wa Pretty Cure (Honoka Yukishiro/Cure White)
  - Kyō kara maō! (Ulrike)
  - My-HiME (Mashiro Kazahana, Fumi Himeno)
- 2005
  - Full Metal Panic!: The Second Raid (Teletha „Tessa” Testarossa)
  - Futari wa Pretty Cure Max Heart (Honoka Yukishiro/Cure White)
  - My-Otome (Mashiro Blan de Windbloom)
  - Kidō Senshi Zeta Gundam (Four Murasame)
- 2006
  - Ayakashi: Samurai Horror Tales (Kayo)
  - Code Geass: Lelouch of the Rebellion (C.C.)
  - Digimon Savers (Lalamon)
  - Kekkaishi (Kirara Kawakami)
  - Kujibiki Unbalance (Kasumi Kisaragi)
  - Simoun (Dominūra and Erii)
  - Sōkō no Strain (Lottie Gelh)
  - Zegapain (Mizuki; Sin)
- 2007
  - Heroic Age (Nilval Nephew)
  - Idolmaster: Xenoglossia (Riffa)
  - Magical Girl Lyrical Nanoha StrikerS (Reinforce Zwei, Lucino Liilie)
  - Mononoke (Kayo; Nomoto Chiyo)
- 2008
  - Code Geass: Lelouch of the Rebellion R2 (C.C.)
  - Eve no Jikan (Akiko)
  - Wagaya no Oinari-sama (Tenko Kuugen)
  - Sekirei (Kazehana)
  - Tales of the Abyss (Tear Grants)
  - Soul Eater (Yumi Azusa)
  - Zettai Karen Children (Fujiko Tsubomi)
  - The Tower of Druaga (Succubus)
  - Rosario + Vampire (Keito)
- 2009
  - Kurokami: The Animation (Nam)
  - Sora Kake Girl (Takane Shishido)
  - The Tower of Druaga (Succubus)
  - Inuyasha: The Final Act (Kanna)
- 2010
  - Uragiri wa boku no namae o shitteiru Yuki(previous life)
  - Amagami SS (Ai Nanasaki)
  - Sekirei (Kazehana)
- 2011
  - IS (Infinite Stratos) (Cecilia Alcott)
  - Dragon Crisis! (Eriko Nanao)
  - Star Driver (Madoka Kei)
  - Pamiętnik przyszłości (Mao Nonosaka)
  - Last Exile (Narrator, Dian)
- 2012
  - Amagami SS+ plus (Ai Nanasaki)
  - Code:Breaker (Nenene Fujiwara)
  - Daily Lives of High School Boys (Habara)
  - Fairy Tail (Michelle/Imitatia)
  - Hyōka (Fuyumi Irisu)
  - One Piece (Shirahoshi)
  - Saint Seiya Omega (Gemini Paradox, Gemini Integra)
  - Tamagotchi! (Himespetchi)
- 2013
  - Genshiken (Kanako Ohno)
  - Zettai Karen Children (Tsubomi Fujiko)
  - Infinite Stratos 2 (Cecilia Alcott)
  - Unbreakable Machine-Doll (Shoko Karyusai)
  - Arpeggio of Blue Steel (Kongo)
- 2014
  - Strange+ (Nana)

### OVA
- Tenshi no Shippo Chu!(Mika)
- Blue Submarine No. 6 (Mayumi Kino)
- Superbohaterki (Mica Minazuki)
- Mai Otome Zwei (Mashiro Blan de Windbloom)
- Melty Lancer (Sylvia Nimrod)
- Moldiver (Mirai Ozora)
- Pokémon Mystery Dungeon: Team Go-Getters Out Of The Gate! (Chikorita)
- Time of Eve (Akiko)

### Serialetokusatsu
- Tensō Sentai Goseiger (Irian of the Queen Bee)
- Kamen Rider OOO (Mezool)

### Filmy
- Honoka Yukishiro i Cure White w:
  - Futari wa Pretty Cure Max Heart: The Movie
  - Futari wa Pretty Cure Max Heart 2: Yukizora no Tomodachi
  - Pretty Cure All Stars series
- X (Yuzuriha Nekoi)

### Gry komputerowe
- Amagami (Ai Nanasaki)
- Another Century’s Episode R (C.C.) (Four Murasame) (Teletha Tessa Testarossa)
- Ar tonelico Qoga: Knell of Ar Ciel (Richaryosha)
- Asuka 120% (Megumi Suzuki)
- Berserk: Millennium Falcon Hen Seima Senki no Shō (Schierke)
- BlazBlue Continuum Shift Extend (Saya/Imperator Librarius/Izanami)
- BlazBlue: Chronophantasma (Saya/Imperator Librarius/Izanami)
- Code Geass Lost Colors (C.C.)
- Cyber Troopers Virtual-On Marz (Operator/L’Ln Plajiner)
- Final Fantasy XII (Mjrn)
- Forza Motorsport 3 (Narracja)
- Galerians: Ash ((nitro))
- Granado Espada (wersja japońska) (Female Musketeer)
- Misshitsu no Sacrifice (Chloe)
- Super Robot Taisen OG Saga: Endless Frontier (Nanbu Kaguya)
- Super Robot Taisen OG Saga: Endless Frontier EXCEED (Kaguya Nanbu)
- Mystereet ~Detective Vacation~ Fan Disc (Mai Hikawa)
- Mystereet ~Yasogami Kaoru no Chousen!~ (Mai Hikawa)
- Naruto: Ultimate Ninja Heroes 2: The Phantom Fortress (Princess Kasumi)
- Onimusha: Dawn of Dreams (Akane Jubei Yagyu)
- PangYa (Lucia)
- Project X Zone (Nanbu Kaguya)
- Resonance of Fate (wersja japońska) (Rebecca)
- Gigantic Drive (Yui Tsukioka)
- Super Robot Taisen Z (Four Murasame)
- 2nd Super Robot Taisen Z (C.C)
- Super Robot Wars UX (Noval Dilan, Festum)
- Tear Grants w:
  - Tales of the Abyss
  - Tales of the World: Radiant Mythology
  - Tales of the World: Radiant Mythology 2
  - Tales of the World: Radiant Mythology 3
- Tokimeki Memorial Girl's Side: 2nd Kiss (Shiho Arisawa)
- Toki to Towa (Reijo)
- Variable Geo series (Yuka Takeuchi)
- Nora to Toki no Kōbō: Kiri no Mori no Majo (Karuna Astarra)
- Do-Don-Pachi Saidaioujou (Type-A Shuri)

## Dyskografia

### Single
- all or nothing (27 listopada 1998)
- Inochi saku (jap. 命咲く) (29 października 2008)
- 春の雪 (25 maja 2012)

### Albumy
- yu ka na (23 grudnia 1998)
- Blooming Voices (29 października 2008)
- Kaze Tsumugi no Aria (jap.  風紡ぎのアリア) z albumu Brilliant World Tales of The Abyss Image Song

## Nagrody
- Nagroda Anime Grand Prix przyznawana przez magazyn Animage w kategorii najlepsza postać żeńska, za rolę C.C. w anime Code Geass (2007, 2008)[2][3].